# Jólbax
Jólbax es una localidad del municipio de Larráinzar ubicado en la región de Los Altos del estado mexicano de Chiapas.

## Geografía
La localidad de Jólbax se sitúa en las coordenadas geográficas 16°56′04″N 92°44′27″E / 16.9344440, 92.7408330, a una elevación de 1,882 metros sobre el nivel del mar.

## Demografía
Según el Censo de Población y Vivienda 2020, efectuado por el Instituto Nacional de Estadística y Geografía, la localidad de Jólbax tiene 157 habitantes, de los cuales 71 son del sexo masculino y 86 del sexo femenino. Su tasa de fecundidad es de 3.28 hijos por mujer y tiene 32 viviendas particulares habitadas.
| Gráfica de evolución demográfica de Jólbax entre 1970 y 2020 |
|                                                              |
| INEGI.                                                       |